# Knäred
Knäred – miejscowość (tätort) w Szwecji, w regionie administracyjnym (län) Halland (gmina Laholm).
Miejscowość położona jest ok. 35 km na południowy wschód od Halmstad w prowincji historycznej (landskap) Halland, nad rzeką Lagan. Przez Knäred przebiega droga krajowa nr 15 (Riksväg 15; Karlshamn – Markaryd – Halmstad) oraz linia kolejowa Hässleholm – Eldsberga (-Halmstad) (Markarydsbanan).
W styczniu 1613 r. w Knäred zawarto traktat pokojowy, ostatecznie kończący wojnę kalmarską (1611-1613). Właściwe negocjacje szwedzko-duńskie były prowadzone na moście granicznym w położonej ok. 11 km na wschód od Knäred miejscowości Sjöared/Sjöaryd, gdzie wówczas przebiegała granica pomiędzy oboma państwami.
W 2010 r. Knäred liczył 1088 mieszkańców.